# Ratpenat pilós de Smith
El ratpenat pilós de Smith (Kerivoula smithii) és una espècie de ratpenat de la família dels vespertiliònids. Viu al Camerun, la República Democràtica del Congo, Kenya, Nigèria i Uganda. El seu hàbitat natural són els boscos tropicals humits de plana i de muntanya, els boscos tropicals secs i els boscos d'aiguamolls. No hi ha cap amenaça significativa per a la supervivència d'aquesta espècie.